# Wahehe (zespół muzyczny)
Wahehe (niekiedy pod nazwą Wahehe Divagazione Uniwersale) – krakowska grupa muzyczna reprezentująca nurt muzyki industrialnej (prawdopodobnie także pierwsza taka grupa w Polsce). Powstała w 1984 r. z inicjatywy Alberta Von Knutke, Ojca Wahehe i Beefhearta Wahehe. W późniejszym okresie do formacji dołączył Marski Wahehe oraz John Fullen, amerykański student który tymczasowo dopełniał grupę. Po odejściu Fullena zastąpił go Hwa Rang Wahehe. Okolicznościowo byli wspierani przez Franza Dreadhuntera i Tomasza Kożuchowskiego. 
Grupa tworzyła muzykę inspirowaną twórczością Throbbing Gristle, Psychic TV, Cabaret Voltaire i The Residents. Używali instrumentów tradycyjnych i elektronicznych w niekonwencjonalne sposoby, posługiwali się także spreparowanymi taśmami magnetofonowymi. Tematyka ich twórczości skupiała się na mrocznych aspektach życia człowieka i futurystycznej fascynacji cywilizacją.
Ich występy miały charakter multimedialny, podczas koncertów częste było wyświetlanie różnorakich, czasem problematycznych politycznie projekcji filmowych. Charyzmatyczna natura wokalisty, Beefhearta Wahehe, sprawiała, że interakcja z publicznością była częstym elementem gry na żywo zespołu.

## Muzycy

### Skład
- Albert von Knutke (Stanisław Gerlach) – instrumenty klawiszowe, perkusja, teksty (1984–1987)
- Ojciec Wahehe (Marcin Norek) – gitara (1984–1987, 1989)
- Beefheart Wahehe (Marek Seremak) – wokal (1984–1987)
- Marski Wahehe (Marcin Bednarski) – instrumenty elektroniczne (1985–1987, 1989)
- John Fullen – saksofon, gitara basowa (1985)
- Hwa Rang Wahehe (Wiesław Fronczyk) – gitara basowa (1985–1987, 1989)

### Gościnna współpraca
- Franz Dreadhunter – bas (1986–1987)
- Tomasz Kożuchowski – perkusja (1987)

## Historia
Wystąpili na Festiwalu „Poza Kontrolą” w Klubie Remont w roku 1985 i 1986, a także na II Festiwalu Nowej Muzyki w Klubie NURT w roku 1985 (pod nazwą Wirus Was Wszystkich Wyniszczy). Oprócz tego występowali na okolicznych koncertach w rodzimym mieście, m.in. w Dworku Białoprądnickim. Współpracowali z grupą Totart, w towarzystwie której koncertowali w 1987 r. w studenckim Klubie Kwadratowa oraz w Rudym Kocie.
Grupa rozpadła się w roku 1987. Dwa lata później powróciła w pomniejszonym składzie (Marski Wahehe, Hwa Rang Wahehe, Ojciec Wahehe) jako Wahehe Revival, grając ostatni, pożegnalny koncert grupy.
Los muzyków po rozpadzie formacji był różnoraki. Marski Wahehe kontynuował twórczość w zespole McMarian a później współtworzył formację Ongo i założył Biomodem, dwa projekty oscylujące w klimatach muzyki klubowej. Współzałożyciel Wahehe, Albert von Knutke, zajął się pracą graficzną, zaś Hwa Rang Wahehe i Ojciec Wahehe wyemigrowali z Polski. Beefheart Wahehe, w pogarszającym się stanie psychicznym (chorował na schizofrenię) trafił do szpitala psychiatrycznego. Jego dalsze losy są nieznane – niektóre źródła utrzymują jego stały pobyt pod zamkniętą opieką medyczną, zaś inne podają, że umarł.

## Dyskografia[8]

### Kompilacje
- Dywagacje uniwersalne (2009, 4CD Impulsy Stetoskopu – 020)

### Kompilacje różnych wykonawców
- Transcription (1989, MC BN.exp. Krakow – 02)
- Transcription, Vol. 2 (1989, MC BN.exp. Krakow – 07)
- Polish Road (1989, 2MC Organic Tapes – ORG C08)